# ブグル県
ブグル県（輪台県、りんたいけん、ウイグル語：بۈگۈر）は、中華人民共和国新疆ウイグル自治区バインゴリン・モンゴル自治州に位置する県。コルラ市（庫爾勒市）のすぐ西隣りにある。

## 歴史
紀元前89年、漢の武帝、ここで、歴史上で有名な罪己詔『輪台罪己詔（中国語: 轮台诏）』を下して、今まで外征及び重税で民を苦しめたことを悔い、これまでの政策の自己批判を行った。

## 行政区画
4バズィリ（鎮）、7イェズィスィ（郷）を管轄
- バズィリ（鎮）
  - ビュギュル・バズィリ（輪台鎮）
  - ジェヌビイ・ビュギュル・バズィリ（輪南鎮）
  - チュムパク・バズィリ（群巴克鎮）
  - イェンギサル・バズィリ（陽霞鎮）
- イェズィスィ（郷）
  - カラバグ・イェズィスィ（哈爾巴克郷）
  - エシメ・イェズィスィ（野雲溝郷）
  - アクサライ・イェズィスィ（阿克薩来郷）
  - タルラク・イェズィスィ（塔爾拉克郷）
  - ソフ・イェズィスィ（草湖郷）
  - テレクバザル・イェズィスィ（鉄熱克巴扎郷）
  - チェディヤ・イェズィスィ（策達雅郷）

## 交通
道路は、G314国道（東西、ウルムチ市～カシュガル市）とG3012吐和高速公路（東西、トルファン市～ホータン市）があり、またタクラマカン砂漠公路（南北、輪台県～民豊県）の北側出発点である。鉄道は、南疆鉄道の輪台駅などがある。